# Буц, Пётр Николаевич
Пётр Никола́евич Буц (укр. Петро Миколайович Буц; род. 2 июля 1966, Кривой Рог, Днепропетровская область) — советский и украинский футболист, защитник. Мастер спорта СССР (1989).

## Игровая карьера
Воспитанник криворожской ДЮСШ «Кривбасс». С 1983 года выступал во второй лиге СССР во взрослой команде «Кривбасса». В 1986 году играл за клуб первой союзной лиги «Спартак» (Орджоникидзе).
Через год перешёл в клуб высшей лиги днепропетровский «Днепр». За четыре сезона в составе «днепрян» — чемпионов (1988), вице-чемпионов (1989) и обладателей Кубка СССР (1989) — Буц проводит 4 матча в высшей лиге чемпионата СССР. Выступает в основном за дубль. С командой дублёров — чемпион СССР 1987 года. Также участвовал в матчах розыгрыша Кубка Федерации футбола в 1988, 1989 (финалист) и 1990 (обладатель).
В 1991 году перешёл в «Тилигул». Становится основным игроком молдавской команды. В этом сезоне тираспольцы занимают второе место в первой лиге СССР и завоёвывают право на следующий сезон повыситься в классе. Однако, турнир 1991 года стал последним в истории чемпионатов Союза.
После распада СССР Буц возвратился на Украину. Выступал в высшей лиге за тернопольскую «Ниву» и криворожский «Кривбасс». В криворожской команде, с учётом советского периода, провёл более ста официальных матчей.
На закате карьеры выступал в чемпионате Казахстана. В составе «Кайрата» становился бронзовым призёром турнира (1999).
После — преподаватель физического воспитания в Днепропетровской таможенной академии. Преподаватель физической культуры в Днепропетровском медицинском лицее-интернате «Днипро». В составе команды ветеранов «Днепра» выступает в чемпионате Украины.